# 스트로브잣나무
스트로브잣나무(white pine, 문화어: 스트로브스소나무)는 소나무속의 늘푸른 바늘잎나무이다. 학명은 Pinus strobus이며 북아메리카 동부가 원산이다.

## 특징
키는 15~30 m 정도이고, 줄기가 곧고 가지가 사방 고르게 나 보기에 좋아 관상수로 많이 심는다. 미국에서는 키가 80m에 줄기 지름이 4 m나 될 정도로 크게 자란다. 나무껍질은 어릴 때 녹회색으로 밋밋하지만, 오래 되면 깊게 갈라지기도 한다. 가지는 나무가 생장하면서 원줄기를 중심으로 모여 생장한다.

### 잎
잎은 길이 10~15 m로 잣나무에 비해 가늘고 부드럽다. 잣나무와 마찬가지로 5엽이다. 여느 소나무과 수목들과 마찬가지로 잎이 2~3년 동안 생존해 있다가 가지에서 떨어진다.

### 꽃과 열매
암수한그루로 5월에 꽃이 핀다. 암꽃은 붉은 계통의 색을 띠며, 타원 모양으로 어린 가지 끝에 달리고, 수꽃은 연노란색, 달걀 모양으로 어린 가지 밑부분에 모여 달린다. 열매는 이듬해 9월에 8~10 cm 길이의 원통 모양의 솔방울이 달린다. 여물면 벌어져서 씨앗은 떨어지고 빈 열매가 겨울까지 붙어 있다.

### 생태
북미 동부에서는 해발 1,500 m 이하 고도에서 자생한다. 캐나다의 뉴펀들랜드 섬과 오대호 일대에서 시작해, 서쪽으로는 캐나다의 매니토바주과 미국의 미네소타주, 남쪽으로는 애팔래치아산맥을 따라 조지아주의 극북 지방에서 피드몬트 대지에 이르는 매우 광범위한 영역에 분포해 있다. 좀 높은 산지에서는 극소수가 앨라배마주에 서식 중인 것으로 보고 있으며, 인디애나주에도 소수가 살고 있는 것으로 사료된다.

## 품종
품종으로는 수형이 둥글고 성장이 느린 P. strobus '콤팩타(Compacta)'와 가지가 밑으로 길게 처지는 P. strobus '펜덜라(Pendula)'가 있다.

## 이름
하우데노사우니는 연맹의 깃발 중심 상징물로 이 나무를 사용했는데, 이들은 그것을 '평화의 나무'(Tree of Peace)라고 불렀다. 세네카족은 이를 오'소애(o’sóä’), 모호크족은 '오네라타세'코와(onerahtase'ko:wa)라는 명칭을 사용했다.

## 쓰임새
목재는 흰빛을 띠는데 재목이 아름답고 재질이 좋아서 건축 자재, 가구, 조각 작품, 종이를 만드는 데 쓴다. 대한민국 각지에서 조경수로 식재한다.

## 사진

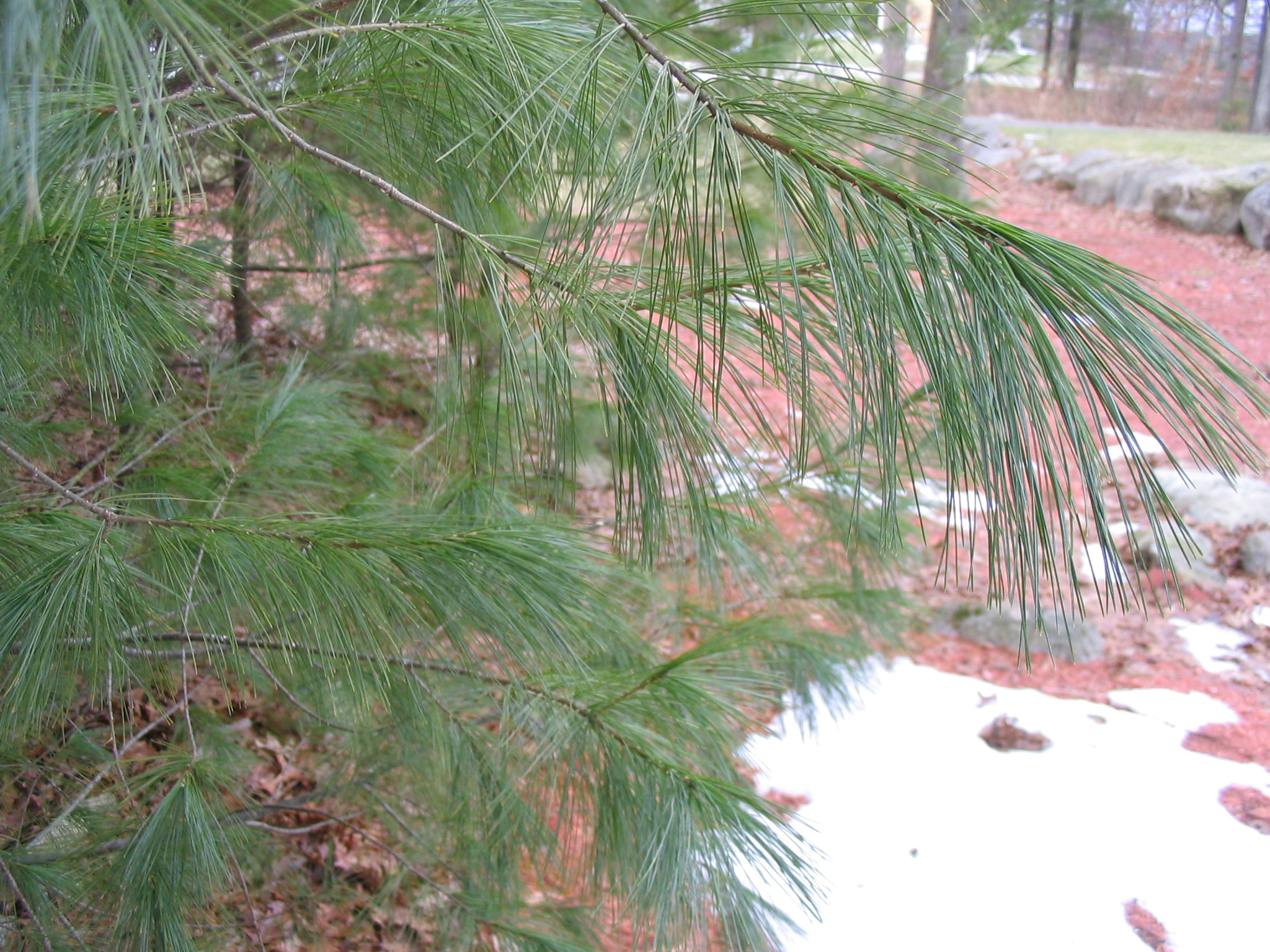
가지와 잎. 잎이 잣나무에 비해 약간 밑으로 처지며 끝이 뾰족한데 만져도 따갑지 않을 만큼 부드럽다.
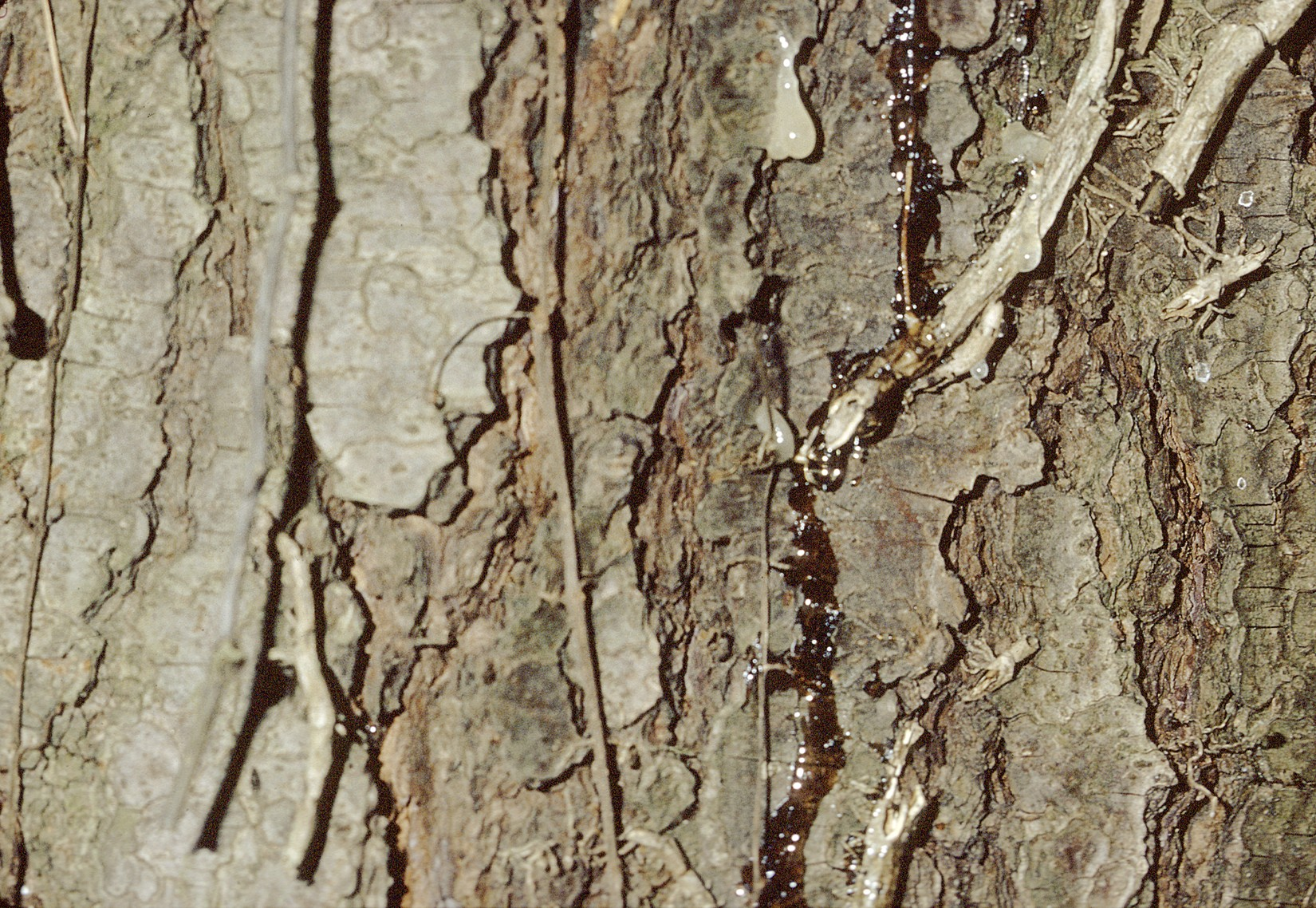
갈라진 나무껍질
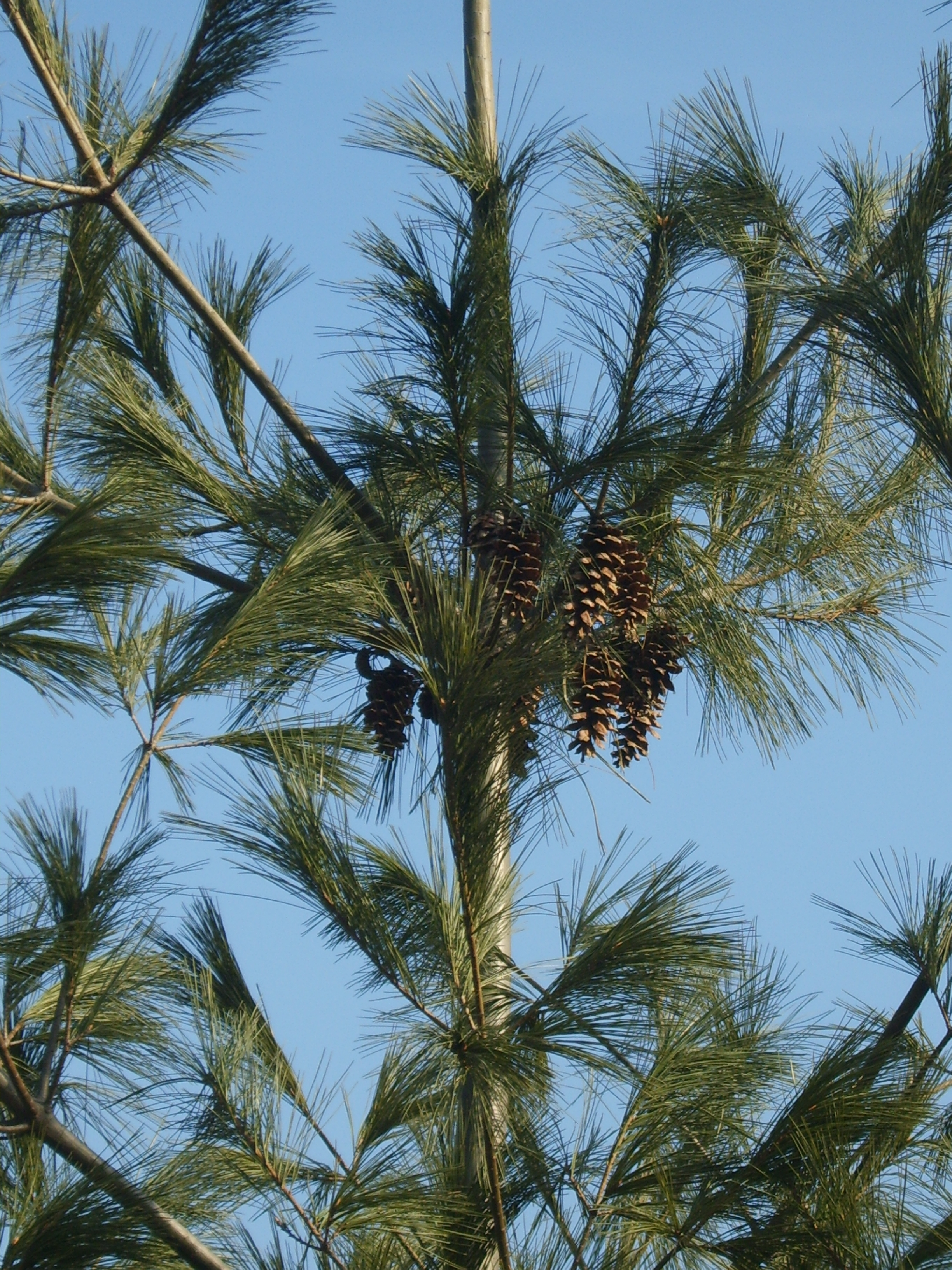
겨울에도 붙어 있는 열매. 씨앗을 퍼뜨리고 벌어져 있다.
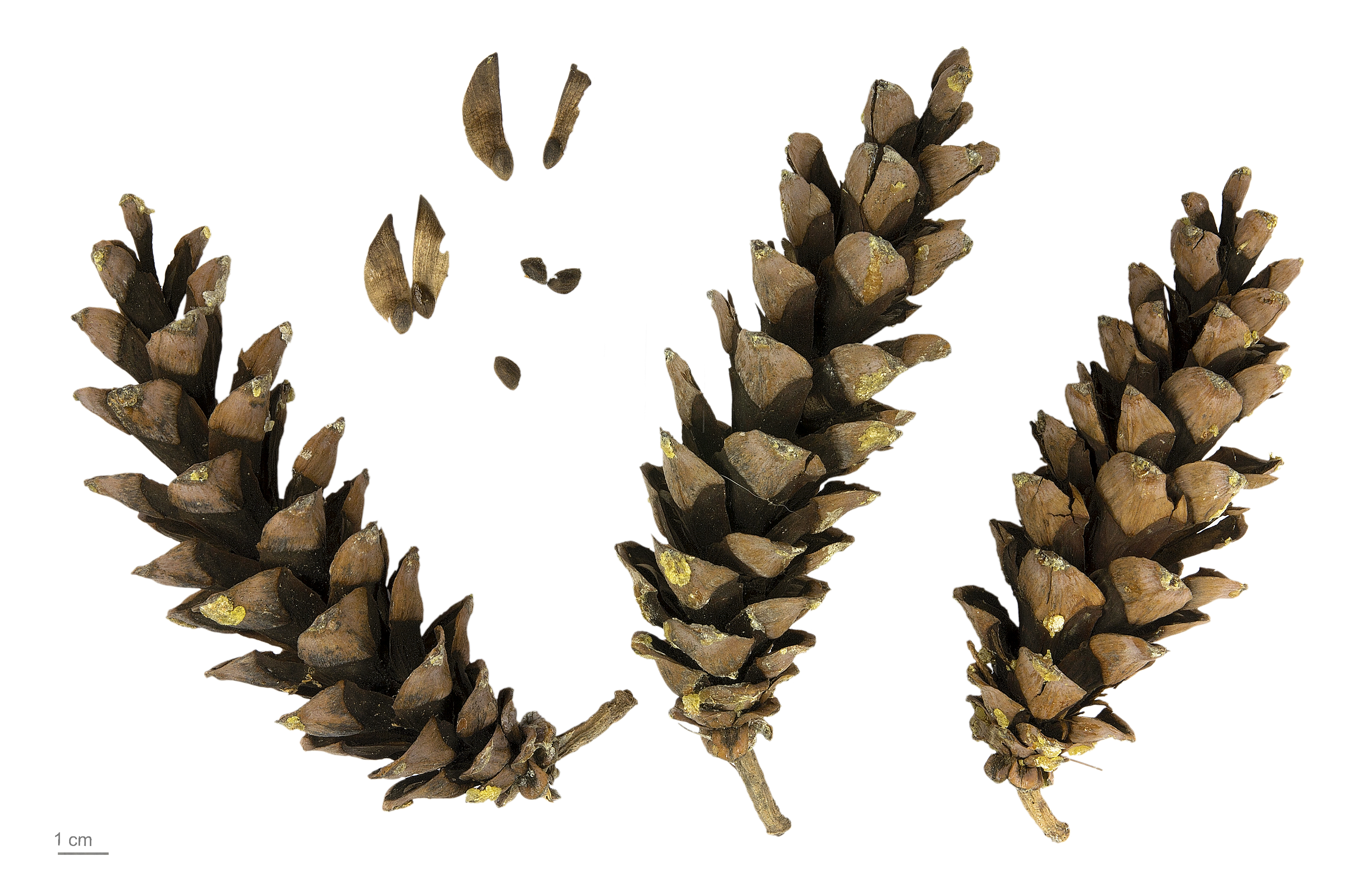
스트로브잣나무의 열매

## 참고서적
- 《조경수목 핸드북》(광일문화사, 2000) ISBN 89-85243-25-X
- 《나무 쉽게 찾기》(진선출판사, 2004) ISBN 978-89-7221-414-4
- 《나무도감》(도서출판 보리, 2001) ISBN 89-8428-060-7